# Lars Anton Björklund
Lars Anton Björklund (i riksdagen kallad Björklund i Hässleholm), född 24 mars 1881 i Brönnestads församling, Kristianstads län, död 11 oktober 1953 i Hässleholm, var en svensk vagnsreparatör och riksdagspolitiker (socialdemokrat). Björklund var ledamot av riksdagens andra kammare från 1918.